# Presó provincial (Tarragona)
La Presó provincial és una obra de Tarragona protegida com a Bé Cultural d'Interès Local.

## Descripció
Edifici massís, fet de pedra picada. Està estructurat com un castell, amb torrasses a cada vèrtex de la planta quadrada. Ocupa un espai molt gran que seria recuperable si es canviés el seu ús.